# Klenotnice v paláci Topkapi

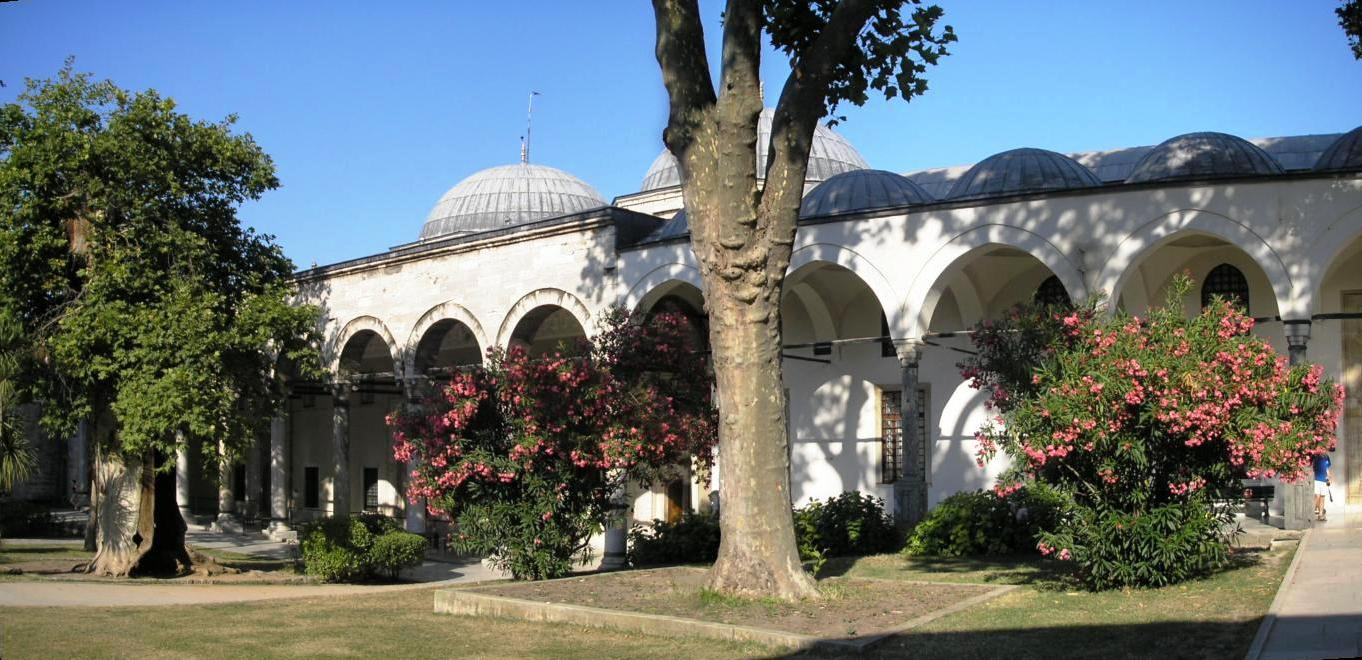
Budova klenotnice

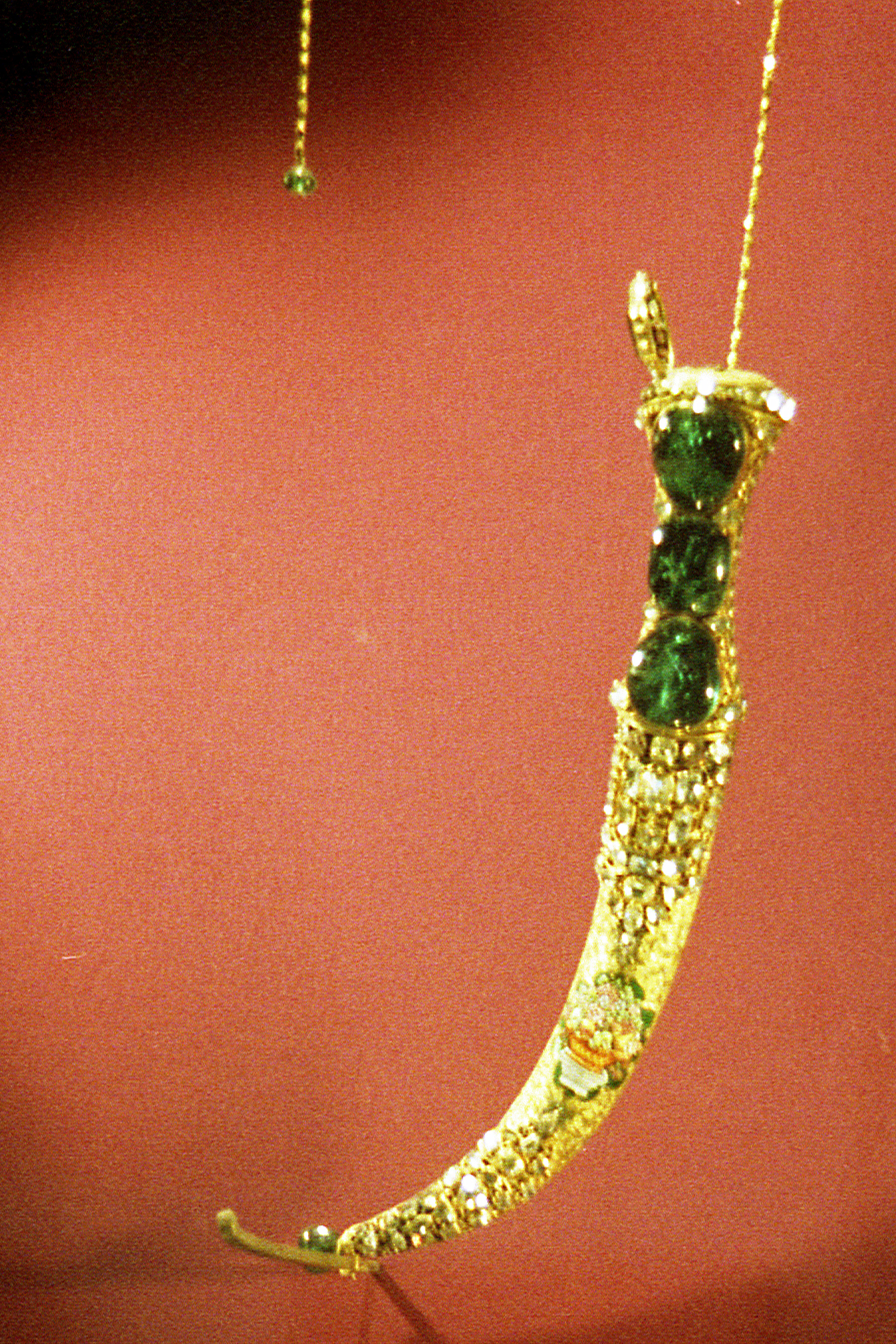
Zlatá dýka se třemi smaragdy a hodinkami

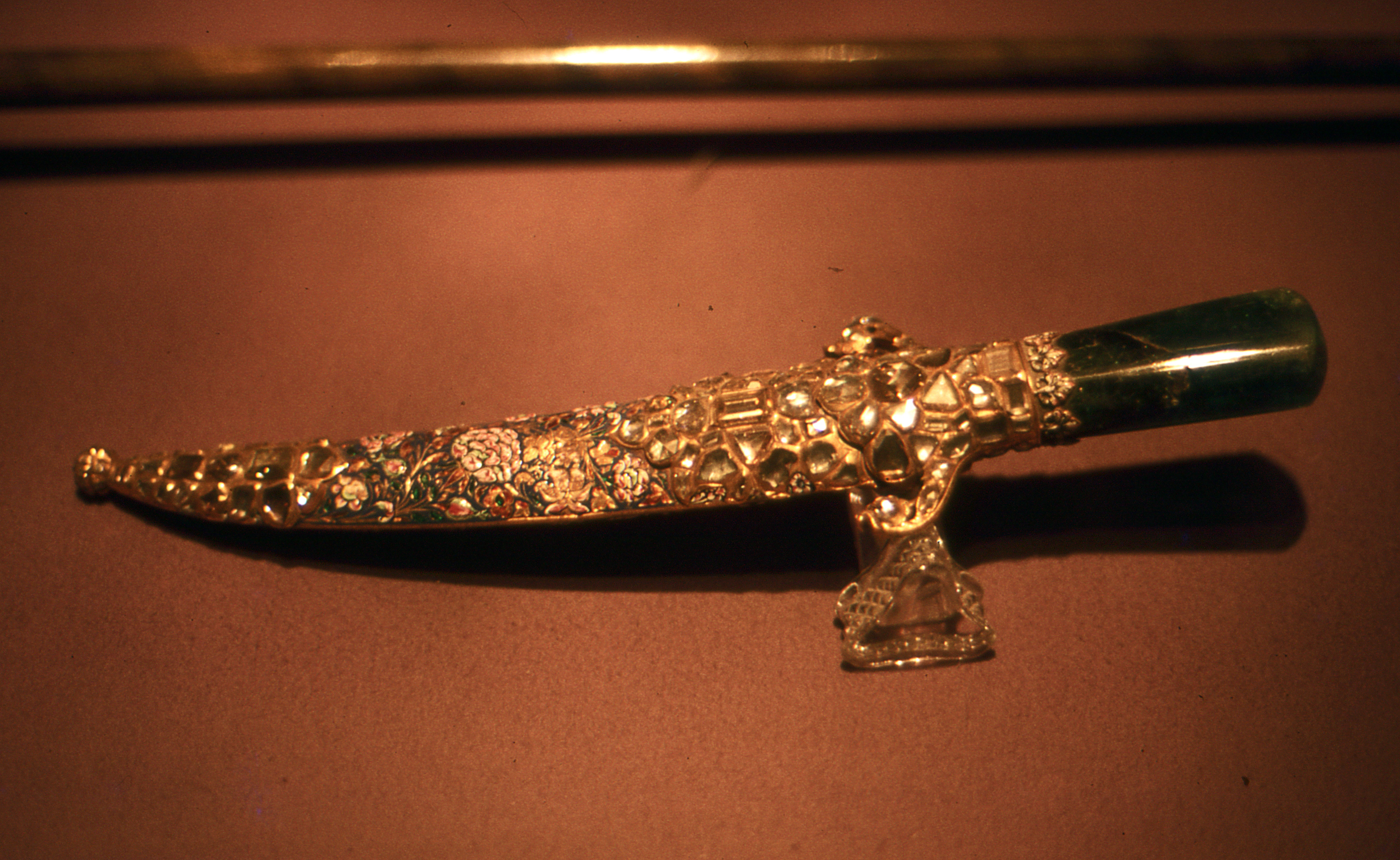
Lovecká dýka ve zlaté pochvě

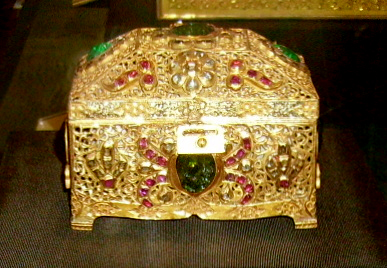
Zlatá skříňka se zubem proroka Mohameda

Klenotnice v paláci Topkapi je speciální dvoupodlažní objekt s arkádovým dvorem a terasou v sídle tureckých sultánů v Istanbulu, nazývaný také Dobyvatelův pavilón či Dobyvatelův kiosk (Fatih Köşkü). Byl postaven kolem roku 1460.

## Interiéry
Čtyři místnosti jsou obloženy pestrobarevnými glazovanými dlaždicemi, vybaveny kovanými vraty a cenným mobiliářem. Obsahují velké privátní sbírky, nashromážděné za osm století sběratelskou činností, jako konfiskáty i jako válečná kořist z četných vojenských výbojů od Egypta a Balkánu přes Persii až po Indii.

## Sbírky
Sbírky tvoří množství starožitností, drahocenných stříbrných či zlatých předmětů uměleckého nebo sběratelského významu, uživatelského luxusu i denní potřeby, nádobí, náčiní, šperků, zbraní, koberců, ale také předměty náboženského významu nebo kuriozity.

### Nejcennější předměty
- Tři trůny: ebenový trůn sultána Murada IV., zlatý ceremoniální Sváteční  trůn neboli Bayram taht ze zlata a naprosto unikátní tak zvaný Paví trůn, pocházející z Indie. Lemuje jej 25 tisíc perel a mnoho turmalínů a jedná se o jedinečnou uměleckořemeslnou práci.
- Zlatý svícen o váze 48 kg, posázený 6666 broušenými diamanty, dar sultána Abdülmecida I. do svatyně Káby v Mekce.
- Zbrojnice sultána Mustafy III. obsahuje mj. ocelovou kroužkovou zbroj vykládanou zlatem a drahokamy, sultánův buzykan a orientální bodné a sečné zbraně. Mezi nejznámější patří zlatá dýka zakřiveného tvaru s hodinkami na rukojeti, zdobená třemi velkými leštěnými smaragdy. Největší z nich je zároveň i největší na světě; zlatá pochva dýky je posázená diamanty.
- Drahokamy: Lžičařův diamant ve tvaru a barvě kapky vody, váží 86 karátů, je vsazen do stříbra a lemován 49 diamanty. Podle pověsti jej v 18. století francouzský úředník Pigot dostal od indického maháradži a ve Francii prodal v aukci. Koupila jej Napoleonova matka Laetizia Ramolino a prodala ho pak s dalšími šperky na vykoupení syna z exilu. Drahokam tak získal velkovezír Ali Paša, jehož majetek propadl za účast v povstání proti sultánovi Mehmedovi II., a tím se diamant dostal do pokladnice paláce Topkapi.
- Šperky – mj. unikátní miniaturní figurky černého otroka a šejka na trůnu, tělo šejka a nohy otroka tvoří velké barokní perly.
- Nádobí: mj. jadeitová mísa – dar ruského cara Mikuláše II.
- Předměty náboženského kultu: stránka rukopisu, zub a vous proroka Mohameda; Mojžíšova hůlka (pomocí které přiměl pramen vytrysknout ze skály).